# Miss Universo 1988
Miss Universo 1988, la 37.ª edición del concurso de belleza Miss Universo, se celebró en el estadio Lin Kou, Taipéi (República de China) la mañana del 24 de mayo (hora local) —debido a la diferencia horaria, fue televisado en el hemisferio occidental durante la noche del 23—.
Representantes provenientes de sesenta y seis países y territorios compitieron por el título en esta versión del certamen que se realizó por quinta vez en Asia. Al final del evento, Miss Universo 1987, Cecilia Bolocco de Chile, coronó como su sucesora a Porntip Nakhirunkanok de Tailandia. Elegida por un jurado, la ganadora, de 19 años, se convirtió en la segunda representante de su país en obtener el título de Miss Universo después de Apasra Hongsakula (Miss Universo 1965).
La edición de este año es considerada el «año de los asiáticos del Lejano Oriente» puesto que cuatro de las cinco finalistas procedían de países asiáticos. Asimismo, es recordada porque fue la primera desde 1967 sin la presencia en la conducción principal de Bob Barker, quien poco después de la edición de 1987 decidió retirarse del concurso (y también de Miss Estados Unidos) argumentando defender los derechos de los animales (uno de los premios para la reina era justamente un abrigo de piel). Por este motivo, la producción del certamen encomendó la animación del programa al presentador de televisión canadiense Alan Thicke; como comentarista, actuó la actriz de televisión Tracy Scoggins. El programa fue transmitido vía satélite por la cadena de televisión estadounidense CBS en colaboración con CTS.

## Antecedentes

### Sede y fecha
En octubre de 1987, el presidente de Miss Universe Inc. anunció que George Honchar organizaría esta edición en Taipéi. Esto ocurrió después de que el gobierno de Taiwán levantara su prohibición sobre la realización o participación en concursos de belleza, y se consideró una oportunidad para promover el turismo del país a nivel mundial. Formosa Airlines, una aerolínea regional taiwanesa, y Miss Universe Inc. firmaron un acuerdo para llevar a cabo la competencia en el estadio Lin Kou de Taipéi en mayo de 1988.

### Selección de candidatas
Miss Holanda 1987, Angelique Cremers, debería haber participado en esta edición. Sin embargo, debido a la «nostalgia por su país», decidió renunciar y fue reemplazada por su tercera finalista, Annebet Berendsen. La primera finalista de Miss Francia 1988, Claudia Frittolini, fue designada como representante de su país después de que la titular, Sylvie Bertin, decidiera no participar en concursos internacionales.
Esta edición marcó los regresos de Bélgica, Bermudas, Escocia, Gibraltar, Islandia, Luxemburgo y la República de China. La República de China había competido por última vez en 1964, Bermudas en 1985, mientras que los demás en 1986. Barbados, Belice, Chipre, Curazao, Grecia, India, Kenia, Panamá y Senegal se retiraron después de que sus respectivas organizaciones no pudieron realizar un concurso nacional ni designar a una candidata. Ningún país debutó en esta edición.

## Resultados

### Clasificación final
La ganadora, las cuatro finalistas y las semifinalistas fueron las siguientes candidatas:
| Posición           | Concursante |
| ------------------ | --- |
| Miss Universo 1988 | - Tailandia - Porntip Nakhirunkanok (19) |
| 1.ª finalista      | - Corea del Sur - Chang Yoon-Jung (18) |
| 2.ª finalista      | - México - Amanda Olivares (22) |
| 3.ª finalista      | - Japón - Mizuho Sakaguchi (22) |
| 4.ª finalista      | - Hong Kong - Pauline Yeung (21) |
| Semifinalistas     | - República Dominicana - Patricia Jiménez (22) - Venezuela - Yajaira Vera (24) - Estados Unidos - Courtney Gibbs (21) - Colombia - Diana Arévalo (20) - Noruega - Bente Brunland (21) |

### Premios especiales
Los premios de Traje nacional, Miss Simpatía y Miss Fotogénica fueron otorgados a las siguientes naciones y candidatas:
| Premio          | Premio          | Concursante                         |
| --------------- | --------------- | ----------------------------------- |
| Traje nacional  | Ganadora        | - Tailandia - Porntip Nakhirunkanok |
| Traje nacional  | 2.º lugar       | - Estados Unidos - Courtney Gibbs   |
| Traje nacional  | 3.er lugar      | - Japón - Mizuho Sakaguchi          |
| Miss Simpatía   | Miss Simpatía   | - Guam - Liza Marie Camacho         |
| Miss Fotogénica | Miss Fotogénica | - Inglaterra- Tracey Williams       |

## Puntajes oficiales

### Competencia semifinal
Según el orden en el que las diez semifinalistas fueron anunciadas, sus puntajes oficiales fueron los siguientes:
| País                 | Promedio preliminar | Entrevista | Traje de baño | Traje de noche | Promedio semifinal |
| -------------------- | ------------------- | ---------- | ------------- | -------------- | ------------------ |
| Hong Kong            | 8.505 (6)           | 8.744 (6)  | 8.666 (7)     | 9.074 (4)      | 8.828 (5)          |
| República Dominicana | 9.052 (2)           | 8.833 (5)  | 8.688 (6)     | 8.744 (8)      | 8.755 (6)          |
| México               | 8.497 (7)           | 9.266 (3)  | 9.144 (3)     | 9.233 (3)      | 9.214 (3)          |
| Estados Unidos       | 9.144 (1)           | 8.522 (9)  | 8.621 (8)     | 8.943 (6)      | 8.695 (8)          |
| Japón                | 8.409 (9)           | 8.922 (4)  | 8.866 (5)     | 8.944 (5)      | 8.910 (4)          |
| Tailandia            | 8.719 (4)           | 9.730 (1)  | 9.684 (1)     | 9.752 (1)      | 9.722 (1)          |
| Corea del Sur        | 8.795 (3)           | 9.453 (2)  | 9.463 (2)     | 9.630 (2)      | 9.515 (2)          |
| Colombia             | 8.440 (8)           | 8.712 (7)  | 8.588 (9)     | 8.644 (9)      | 8.648 (9)          |
| Noruega              | 8.368 (10)          | 7.555 (10) | 7.977 (10)    | 8.077 (10)     | 7.869 (10)         |
| Venezuela            | 8.518 (5)           | 8.543 (8)  | 8.900 (4)     | 8.811 (7)      | 8.751 (7)          |

Las cinco finalistas fueron anunciadas en el siguiente orden: México, Hong Kong, Corea del Sur, Japón y Tailandia.

### Competencia preliminar: traje de baño
Los puntajes de las candidatas en la competencia preliminar de traje de baño fueron los siguientes (las diez semifinalistas aparecen en letra cursiva y la ganadora, además, en negrita):
- 8.988	República Dominicana
- 8.822	Estados Unidos
- 8.644	Corea del Sur
- 8.272	Singapur
- 8.255	Noruega
- 8.227	Nueva Zelanda
- 8.188	Colombia
- 8.161 Islandia
- 8.144	Dinamarca
- 8.122	México
- 8.105 Tailandia
- 8.105	Suecia
- 8.100	Venezuela
- 8.055	Hong Kong
- 8.044	Japón
- 8.011	Costa Rica
- 8.005	Inglaterra
- 7.988	Trinidad y Tobago
- 7.977	Holanda
- 7.966	Portugal
- 7.937	Irlanda
- 7.883	Filipinas
- 7.868	Brasil
- 7.805	Taiwán
- 7.783	Italia
- 7.772	Escocia
- 7.733	Finlandia
- 7.711	Australia
- 7.622	Malasia
- 7.600	Turquía
- 7.594	Israel
- 7.588	Austria
- 7.566 Chile
- 7.544	Canadá
- 7.422	Perú
- 7.411	Groenlandia
- 7.400	Argentina
- 7.342	Islas Marianas del Norte
- 7.342	Guam
- 7.316	Islas Turcas y Caicos
- 7.311	Alemania
- 7.305	Suiza
- 7.300	Puerto Rico
- 7.266	Bahamas
- 7.244	Bélgica
- 7.222	Uruguay
- 7.155	España
- 7.111	Gales
- 7.088	Islas Vírgenes de los Estados Unidos
- 7.072	Sri Lanka
- 7.066	Francia
- 7.055	Islas Vírgenes Británicas
- 7.044	Ecuador
- 7.022	Bolivia
- 6.922	Gibraltar
- 6.911	Malta
- 6.868	Nigeria
- 6.844 El Salvador
- 6.761	Paraguay
- 6.755	Egipto
- 6.722	Jamaica
- 6.711	Luxemburgo
- 6.655	Honduras
- 6.622	Bermuda
- 6.555	Guatemala
- 6.472	Líbano

## El concurso

### Formato
Al igual que en 1984, se seleccionaron diez semifinalistas mediante una competición preliminar y entrevistas a puerta cerrada. Las diez semifinalistas participaron en la competencia de traje de baño y de noche, y posteriormente las cinco finalistas fueron seleccionadas para competir en la ronda de preguntas y respuestas.

### Panel de jueces
El panel de jueces estuvo conformado por las siguientes doce personas:
- Emilio Estefan, músico cubano
- Ole Henriksen, experto danés en el cuidado de la piel
- Bárbara Palacios, Miss Universo 1986 de Venezuela
- Dick Rutan, oficial de la Fuerza Aérea de los Estados Unidos
- Susan Ruttan, actriz estadounidense
- Valentino, diseñador italiano
- Jeana Yeager, piloto estadounidense
- Fernando Allende, actor, cantante y director mexicano
- Ron Greschner, jugador canadiense de hockey sobre hielo
- Olivia Brown, actriz estadounidense
- Charlotte Rae, actriz y cantante estadounidense
- Yung Hsiu Hsin, profesora de música en la Universidad Normal Nacional de Taiwán y la Universidad de Cultura China

## Concursantes
Las candidatas al título de Miss Universo 1988 fueron las siguientes:
| País/Territorio                      | Candidata               | Edad | Procedencia             |
| ------------------------------------ | ----------------------- | ---- | ----------------------- |
| Alemania Occidental                  | Christiane Kopp         | 20   | Berlín                  |
| Argentina                            | Claudia Pereyra         | 24   | Buenos Aires            |
| Australia                            | Vanessa Gibson          | 18   | Sídney                  |
| Austria                              | Maria Steinhart         | 21   | Viena                   |
| Bahamas                              | Natasha Pinder          | 20   | Nassau                  |
| Bélgica                              | Daisy Van Cauwenbergh   | 19   | Limburgo                |
| Bermudas                             | Kim Lightbourne         | 22   | Somerset Village        |
| Bolivia                              | Ana María Pereyra       | 19   | Santa Cruz de la Sierra |
| Brasil                               | Isabel Beduschi         | 19   | Blumenau                |
| Canadá                               | Melinda Gillies         | 23   | London                  |
| Chile                                | Verónica Romero         | 20   | Viña del Mar            |
| Colombia                             | Diana Arévalo           | 20   | Bucaramanga             |
| Costa Rica                           | Erika Paoli             | 20   | San José                |
| Corea del Sur                        | Jang Yoon-jeong         | 17   | Seúl                    |
| Dinamarca                            | Pernille Nathansen      | 20   | Favrskov                |
| Ecuador                              | Cecilia Pozo            | 22   | Guayaquil               |
| Egipto                               | Amina Shelbaya          | 20   | El Cairo                |
| El Salvador                          | Ana Margarita Vaquerano | 17   | San Salvador            |
| Escocia                              | Amanda Laird            | 21   | Edimburgo               |
| España                               | Sonsoles Artigas        | 21   | Madrid                  |
| Estados Unidos                       | Courtney Gibbs          | 21   | Fort Worth              |
| Filipinas                            | Perfida Limpin          | 23   | Ciudad Quezon           |
| Finlandia                            | Nina Björnström         | 20   | Porvoo                  |
| Francia                              | Claudia Frittolini      | 20   | Illzach                 |
| Gales                                | Lise Marie Williams     | 22   | Clwyd                   |
| Gibraltar                            | Mayte Sanchez           | 19   | Gibraltar               |
| Groenlandia                          | Nuno Nette Baadh        | 18   | Nuuk                    |
| Guam                                 | Liza Maria Camacho      | 18   | Agaña                   |
| Guatemala                            | Silvia Mansilla         | 18   | Ciudad de Guatemala     |
| Holanda                              | Annabet Berendsen       | 22   | Ámsterdam               |
| Honduras                             | Jacqueline Herrera      | 22   | San Pedro Sula          |
| Hong Kong                            | Pauline Yeung           | 21   | Hong Kong               |
| Inglaterra                           | Tracey Williams         | 18   | Selston                 |
| Irlanda                              | Adrienne Rock           | 23   | Dublín                  |
| Islandia                             | Anna Margrét Jonsdóttir | 22   | Reikiavik               |
| Islas Marianas del Norte             | Ruby Jean Hamilton      | 22   | Saipán                  |
| Islas Turcas y Caicos                | Edna Smith              | 21   | Gran Turca              |
| Islas Vírgenes Británicas            | Nelda Farrington        | 22   | Road Town               |
| Islas Vírgenes de los Estados Unidos | Heather Carty           | 23   | Santa Cruz              |
| Israel                               | Shirly Ben Mordechai    | 17   | Tel Aviv                |
| Italia                               | Simona Ventura          | 23   | Turín                   |
| Jamaica                              | Leota Suah              | 24   | Kingston                |
| Japón                                | Mizuho Sakaguchi        | 22   | Nishinomiya             |
| Líbano                               | Elaine Fakhoury         | 19   | Beirut                  |
| Luxemburgo                           | Lydie Garnie            | 22   | Leudelange              |
| Malasia                              | Linda Lum               | 19   | Johor Bahru             |
| Malta                                | Stephanie Spiteri       | 17   | La Valeta               |
| México                               | Amanda Olivares         | 22   | Puebla                  |
| Nigeria                              | Omasan Buwa             | 22   | Lagos                   |
| Noruega                              | Bente Brunland          | 21   | Oslo                    |
| Nueva Zelanda                        | Lana Coc-Kroft          | 20   | Auckland                |
| Paraguay                             | Marta Noemí Acosta      | 18   | Asunción                |
| Perú                                 | Katia Escudero          | 24   | Lima                    |
| Portugal                             | Isabel Costa            | 20   | Lisboa                  |
| Puerto Rico                          | Isabel Pardo            | 24   | Guaynabo                |
| República de China                   | Jade Hu                 | 23   | Taipéi                  |
| República Dominicana                 | Patricia Jiménez        | 22   | Santo Domingo           |
| Singapur                             | Audrey Ann Tay          | 23   | Singapur                |
| Sri Lanka                            | Deepthi Alles           | 22   | Colombo                 |
| Suecia                               | Annika Davidsson        | 20   | Umeå                    |
| Suiza                                | Gabriela Bigler         | 22   | Berna                   |
| Tailandia                            | Porntip Nakhirunkanok   | 19   | Bangkok                 |
| Trinidad y Tobago                    | Cheryl Ann Gordon       | 22   | Puerto España           |
| Turquía                              | Meltem Hakarar          | 18   | Estambul                |
| Uruguay                              | Carla Trombotti         | 21   | Montevideo              |
| Venezuela                            | Yajaira Vera            | 24   | Caracas                 |